# 大陆封锁

1812年的法蘭西第一帝國
直轄領地
附庸國
大陸系統

大陆封锁（法语：blocus continental，英语：continental system）是拿破仑在1806年11月21日在柏林宣布启动，旨在禁止一切來自英國的貨物登陸歐洲大陸，並在1807年擴大措施。此係英国的经济封锁政策，该政策于1814年结束。拿破仑意图使用经济战的手段使英国屈服。另一方面，该政策也可以起到保护法国经济的作用。
在特拉法加海戰后，英國給予法國與西班牙聯合艦隊毀滅性的重創，使法国无力再发动渡海战，拿破仑只能将争霸重心放回欧洲大陆。故而他要利用经济手段。为了彻底切断英国在欧洲的贸易，他下令禁止了来自或驶向英伦三岛的通商船运。在法国统治的地区，英国的货物被没收、英国商人受到警察追查；此一行動深獲人心，因為排除英國競爭者就為該國創造經濟空間。到了1807年底，政策的对象扩展至中立的船运；對於拒絕參與的國家則因此付出代價，如葡萄牙與俄國，結果英國經濟於隔年陷入危機而引發社會動盪。1810年8月5日的法令要求所有进口货物关税提高50%。
然而英國仍有美洲及其海外殖民地作為貿易對象，其經濟雖受影響但仍可支撐，相對的，當時許多歐洲大陸的國家對英國的商品有一定的需求，且也需要將本國的原料售予英國換取金錢，因此拿破崙的經濟封鎖政策引起了普遍不滿，各地的走私也因此興盛，甚至各國的政府也暗中參與和允許走私貿易，拿破崙因此大費周章的以各種或戰或和的手段維繫大陸封鎖的執行，與法國有密切經濟聯繫的俄國一開始原本同意配合對英國的經濟封鎖，但俄國政府很快就發現封鎖同時對俄國本土的經濟造成壓力，貴族和地主們無法將領地的原料外銷給英國，因此俄國政府先是以允許中立國船隻進入俄國港口的政策放鬆了對英國的經濟封鎖，後來索性不願繼續配合封鎖，英國商品從而突破了大陸封鎖大肆流入歐洲大陸，因此引發了1812年的俄法戰爭。

### 書籍
- Wolfram Siemann; 楊惠群　譯. . 社會科學文獻出版社. 2019-06. ISBN 978-7-5201-4599-2.